# Myopias concava
Myopias concava är en myrart som beskrevs av Willey och Brown 1983. Myopias concava ingår i släktet Myopias och familjen myror. Inga underarter finns listade i Catalogue of Life.